# Lena Pauels
Pour les articles homonymes, voir Pauels.
Lena Pauels, est née le 2 février 1998 à Kevelaer, en Allemagne, est une footballeuse internationale U20 Allemande évoluant au poste de gardienne. Elle est choisie pour occuper le poste de gardienne du SL Benfica, en 2023.

## Biographie

### En club
Durant l’été 2013, Lena Pauels quitte son club formateur du BV Kevelaer pour rejoindre les jeunes du club de Bundesliga, le SG Essen. Avec les Juniors B, elle remporte le championnat du B-Juniorinnen-Bundesliga West/Südwest lors de sa première saison et ainsi atteint les demi-finales du championnat d’Allemagne. Lors de la saison 2014/15, elle rejoint les rangs de l’équipe séniors B, avec qui elle fait ses premières apparitions seniors en 3. Frauen Regionalliga West. Le 19 avril 2015, elle fait ses débuts en 1. Frauen-Bundesliga lors d’une défaite 3-1 contre le TSG 1899 Hoffenheim. Après avoir joué exclusivement pour l'équipe B d’Essen, lors de la saison 2015/16, elle rejoint le Werder Brême qui est relégué en 2. Frauen-Bundesliga pour la saison 2016/17.
A Brême, elle s’impose rapidement dans les buts, et devient championne de la 2. Frauen-Bundesliga Nord avec l’équipe A, et ainsi remonte en première division. Après deux saisons passées au plus haut niveau allemand, le club est relégué en 2019, mais est suivie par la remontée dès la saison suivante.
Le 2 juillet 2023, elle quitte l'Allemagne et signe pour deux saisons avec Benfica, chez qui elle devient la titulaire indiscutable au poste de Gardienne de but. Dès le 13 septembre 2023, elle remporte la Supertaça de Portugal, durant laquelle elle se distingue, elle qui a déjà arrêté deux penaltys, lors de la séance de tirs au but, en demi-finale contre le SC Braga. La finale se jouant aux tirs au but, elle bloque à nouveau les tirs de Fátima Dutra et de Fátima Pinto du Sporting. Elle fait sa première apparition en championnat le 17 septembre 2023 lors de la victoire 3-1 à l’extérieur contre le SCU Torreense.

### En sélection nationale
Via la sélection du Niederrhein, elle intègre l’équipe nationale U-15, pour laquelle elle joue un total de cinq matchs de 2012 à 2013.
En 2014, après l’abandon de Miriam Hanemann, elle est appelée au pied levé pour participer au Championnat d'Europe féminin de football des moins de 17 ans, remporté par l'Allemagne, ainsi qu'à la Coupe du monde féminine de football des U17 au Costa Rica.
En juillet 2014, elle remporte la Coupe nordique en Suède avec l’équipe nationale U-16, après une victoire finale 3-0 contre les hôtes.
Après avoir fait ses débuts avec l’équipe d'Allemagne U19 à Manga del Mar Menor, en Espagne, en février 2015, elle se qualifie pour le Championnat d'Europe en Israël deux mois plus tard, disputant deux des trois matches de poule,,. Puis à la Coupe du monde des moins de 20 ans, en Papouasie-Nouvelle-Guinée, mais ne dispute aucune rencontre.
.

## Statistiques
| Saison                | Club                  | Championnat                 | Championnat | Championnat | Coupe(s) nationale(s) | Coupe(s) nationale(s) | Compétition(s) continentale(s) | Compétition(s) continentale(s) | Compétition(s) continentale(s) | Sélection | Sélection | Sélection | Total | Total |
| Saison                | Club                  | Division                    | M.          | B.          | M.                    | B.                    | Comp.                          | M.                             | B.                             | Équipe    | M.        | B.        | M.    | B.    |
| 2014-2015             | SG Essen              | 1. Frauen-Bundesliga        | 2           | 0           | 0                     | 0                     | -                              | 0                              | 0                              | U17 & U19 | 8         | 0         | 10    | 0     |
| 2015-2016             | SG Essen              | 1. Frauen-Bundesliga        | 0           | 0           | 0                     | 0                     | -                              | 0                              | 0                              | U19 & U20 | 5         | 0         | 5     | 0     |
| Sous-total            | Sous-total            | Sous-total                  | 2           | 0           | 0                     | 0                     | -                              | 0                              | 0                              | -         | 13        | 0         | 15    | 0     |
| 2014-2015             | SG Essen 2            | 3. Frauen Regionalliga West | 0           | 0           | 0                     | 0                     | -                              | 0                              | 0                              | -         | 0         | 0         | 0     | 0     |
| 2015-2016             | SG Essen 2            | 3. Frauen Regionalliga West | 0           | 0           | 0                     | 0                     | -                              | 0                              | 0                              | -         | 0         | 0         | 0     | 0     |
| Sous-total            | Sous-total            | Sous-total                  | 0           | 0           | 0                     | 0                     | -                              | 0                              | 0                              | -         | 0         | 0         | 0     | 0     |
| 2016-2017             | Werder Brême          | 2. Frauen-Bundesliga        | 18          | 0           | 3                     | 0                     | -                              | 0                              | 0                              | U19 & U20 | 5         | 0         | 26    | 0     |
| 2017-2018             | Werder Brême          | 1. Frauen-Bundesliga        | 9           | 0           | 0                     | 0                     | -                              | 0                              | 0                              | U19 & U20 | 2         | 0         | 11    | 0     |
| 2018-2019             | Werder Brême          | 1. Frauen-Bundesliga        | 7           | 0           | 2                     | 0                     | -                              | 0                              | 0                              | -         | 0         | 0         | 9     | 0     |
| 2019-2020             | Werder Brême          | 2. Frauen-Bundesliga        | 8           | 0           | 2                     | 0                     | -                              | 0                              | 0                              | -         | 0         | 0         | 10    | 0     |
| 2020-2021             | Werder Brême          | 1. Frauen-Bundesliga        | 17          | 0           | 3                     | 0                     | -                              | 0                              | 0                              | -         | 0         | 0         | 20    | 0     |
| 2021-2022             | Werder Brême          | 1. Frauen-Bundesliga        | 3           | 0           | 0                     | 0                     | -                              | 0                              | 0                              | -         | 0         | 0         | 3     | 0     |
| 2022-2023             | Werder Brême          | 1. Frauen-Bundesliga        | 3           | 0           | 0                     | 0                     | -                              | 0                              | 0                              | -         | 0         | 0         | 3     | 0     |
| Sous-total            | Sous-total            | Sous-total                  | 65          | 0           | 10                    | 0                     | -                              | 0                              | 0                              | -         | 7         | 0         | 82    | 0     |
| 2017-2018             | Werder Brême 2        | -                           | 0           | 0           | 0                     | 0                     | -                              | 0                              | 0                              | -         | 0         | 0         | 0     | 0     |
| Sous-total            | Sous-total            | Sous-total                  | 0           | 0           | 0                     | 0                     | -                              | 0                              | 0                              | -         | 0         | 0         | 0     | 0     |
| 2023-2024             | SL Benfica            | Liga BPI                    | 18          | 0           | 8                     | 0                     | LDC                            | 12                             | 0                              | -         | 0         | 0         | 38    | 0     |
| Sous-total            | Sous-total            | Sous-total                  | 18          | 0           | 8                     | 0                     | -                              | 12                             | 0                              | -         | 0         | 0         | 38    | 0     |
| Total sur la carrière | Total sur la carrière | Total sur la carrière       | 85          | 0           | 18                    | 0                     | -                              | 12                             | 0                              | -         | 20        | 0         | 135   | 0     |

Statistiques actualisées le 2 juin 2024

### Matchs disputés en coupes continentales
| Matchs | Date             | Stade                               | Adversaire          | Résultat | Minutes | Compétition         | Buts | Tour                      | Club       |
| ------ | ---------------- | ----------------------------------- | ------------------- | -------- | ------- | ------------------- | ---- | ------------------------- | ---------- |
| 1      | 6 septembre 2023 | Benfica Campus, Seixal              | Cliftonville LFC    | 8 – 1    | 90 min  | Ligue des champions | 0    | 1er tour de qualification | SL Benfica |
| 2      | 9 septembre 2023 | Benfica Campus, Seixal              | SFK Riga            | 4 – 0    | 90 min  | Ligue des champions | 0    | 1er tour de qualification | SL Benfica |
| 3      | 11 octobre 2023  | Stade Tsírio, Limassol              | Apollon Limassol    | 0 – 7    | 90 min  | Ligue des champions | 0    | 2e tour de qualification  | SL Benfica |
| 4      | 18 octobre 2023  | Benfica Campus, Seixal              | Apollon Limassol    | 4 – 0    | 90 min  | Ligue des champions | 0    | 2e tour de qualification  | SL Benfica |
| 5      | 14 novembre 2023 | Stade Johan-Cruyff, Sant Joan Despí | FC Barcelone        | 5 – 0    | 90 min  | Ligue des champions | 0    | Phase de groupes          | SL Benfica |
| 6      | 22 novembre 2023 | Benfica Campus, Seixal              | FC Rosengård        | 1 – 0    | 90 min  | Ligue des champions | 0    | Phase de groupes          | SL Benfica |
| 7      | 13 décembre 2023 | Benfica Campus, Seixal              | Eintracht Francfort | 1 – 0    | 90 min  | Ligue des champions | 0    | Phase de groupes          | SL Benfica |
| 8      | 21 décembre 2023 | Deutsche Bank Park, Frankfurt       | Eintracht Francfort | 1 – 1    | 90 min  | Ligue des champions | 0    | Phase de groupes          | SL Benfica |
| 9      | 25 janvier 2024  | Malmö IP, Malmö                     | FC Rosengård        | 2 – 2    | 90 min  | Ligue des champions | 0    | Phase de groupes          | SL Benfica |
| 10     | 31 janvier 2024  | Benfica Campus, Seixal              | FC Barcelone        | 4 – 4    | 90 min  | Ligue des champions | 0    | Phase de groupes          | SL Benfica |
| 11     | 19 mars 2024     | Estádio da Luz, Lisbonne            | Olympique lyonnais  | 1 – 2    | 90 min  | Ligue des champions | 0    | Quarts de finale          | SL Benfica |
| 12     | 27 mars 2024     | Groupama Stadium, Décines-Charpieu  | Olympique lyonnais  | 4 – 1    | 90 min  | Ligue des champions | 0    | Quarts de finale          | SL Benfica |

### En sélection nationale
| Matches officiels de Lena Pauels en sélections allemandes au 2 juin 2024 | Matches officiels de Lena Pauels en sélections allemandes au 2 juin 2024 | Matches officiels de Lena Pauels en sélections allemandes au 2 juin 2024 | Matches officiels de Lena Pauels en sélections allemandes au 2 juin 2024 | Matches officiels de Lena Pauels en sélections allemandes au 2 juin 2024 |
| Club                                                                     | V.                                                                       | N.                                                                       | D.                                                                       | Buts                                                                     |
| ------------------------------------------------------------------------ | ------------------------------------------------------------------------ | ------------------------------------------------------------------------ | ------------------------------------------------------------------------ | ------------------------------------------------------------------------ |
| Allemagne U15 (4 matchs:14,29%)                                          | 4 (100,00%)                                                              | 0 (00,00%)                                                               | 0 (0,00%)                                                                | 0 (0%)                                                                   |
| Allemagne U16 (4 matchs:14,29%)                                          | 4 (100,00%)                                                              | 0 (0,00%)                                                                | 0 (0,00%)                                                                | 0 (0%)                                                                   |
| Allemagne U17 (2 matchs:7,14%)                                           | 1 (50,00%)                                                               | 0 (00,00%)                                                               | 1 (50,00%)                                                               | 0 (0%)                                                                   |
| Allemagne U19 (14 matchs:50,00%)                                         | 10 (71,43%)                                                              | 1 (7,14%)                                                                | 3 (21,43%)                                                               | 0 (0%)                                                                   |
| Allemagne U20 (4 matchs:14,28%)                                          | 1 (25,00%)                                                               | 0 (00,00%)                                                               | 3 (75,00%)                                                               | 0 (0%)                                                                   |
| Total (                                                                  | 20 (71,43%)                                                              | 1 (3,57%)                                                                | 7 (25,00%)                                                               | 0                                                                        |

## Palmarès

### Avec la sélection d'Allemagne U16
- Vainqueur de la Coupe nordique en 2014

### Avec la sélection d'Allemagne U17
- Vainqueur du Championnat d'Europe féminin de football des moins de 17 ans en 2014

### Avec leSG EssenU19
- Vainqueur de la B-Juniorinnen-Bundesliga West/Südwest en 2014

### Avec leWerder Brême
- Champion de la 2. Frauen-Bundesliga en 2016-17 et en 2019-20

### Avec leSL Benfica
- Vainqueur du Nacional feminino en 2023-24
- Vainqueur de la Taça de Portugal en 2023-24
- Vainqueur de la Supertaça de Portugal en 2023
- Vainqueur de la Taça da Liga de Portugal en 2023-24